# Мілово (Поморське воєводство)
Мілово (пол. Miłowo, нім. Schönbeck) — село в Польщі, у гміні Пшивідз Ґданського повіту Поморського воєводства.
Населення — 123 особи (2011).
У 1975-1998 роках село належало до Гданського воєводства.

## Демографія
Демографічна структура станом на 31 березня 2011 року:
|          | Загалом | Допрацездатний вік | Працездатний вік | Постпрацездатний вік |
| -------- | ------- | ------------------ | ---------------- | -------------------- |
| Чоловіки | 63      | 15                 | 45               | 3                    |
| Жінки    | 60      | 15                 | 29               | 16                   |
| Разом    | 123     | 30                 | 74               | 19                   |